# Afroneta locketi
Afroneta locketi är en spindelart som beskrevs av Merrett och Anthony Russell-Smith 1996. Afroneta locketi ingår i släktet Afroneta och familjen täckvävarspindlar.
Artens utbredningsområde är Etiopien. Inga underarter finns listade i Catalogue of Life.